# Fred Warngård
Oskar Alfred Daniel Warngård, detto Fred (Västra Ingelstad, 9 maggio 1907 – Malmö, 23 maggio 1950), è stato un martellista svedese.

## Palmarès
- Giochi olimpici

Berlino 1936: bronzo nel lancio del martello.